# عبدالعزیز کریم
عبدالعزیز کریم (زاده ۲۰ دسامبر ۱۹۷۹) یک بازیکن فوتبال اهل مسیعید، قطر می‌باشد. 

## دوران زندگی
این بازیکن هافبک در تابستان ۲۰۰۹ از العربی لیگ رقیب در باشگاه ورزشی ام صلال پیوست.
کریم در جام جهانی فوتبال نوجوانان ۱۹۹۵ که در اکوادور برگزار شد، برای قطر بازی کرد. وی بین سال‌های ۲۰۰۱ تا ۲۰۰۷ ده جام را برای تیم ملی فوتبال قطر به ارمغان آورد.